# دانشگاه گویان
دانشگاه گویان، در جورج تاون، گویان، مؤسسه آموزش عالی ملی گویان است. این سازمان در آوریل ۱۹۶۳ تأسیس شد.
دانشگاه گویان بیش از ۶۰ برنامه کارشناسی و کارشناسی ارشد از جمله در علوم طبیعی، مهندسی، مطالعات محیطی، جنگلداری، برنامه‌ریزی شهری و مدیریت، مطالعات گردشگری، آموزش، هنرهای خلاق، اقتصاد، حقوق، پزشکی، بینایی سنجی و پرستاری ارائه می‌دهد.